# 酒井美羽
酒井美羽（1956年2月23日—），日本漫畫家。出生於熊本縣熊本市。

## 經歷
東京設計學院畢業。擔任過山田美根子、忠津陽子、田中雅子助手。1977年以〈ロリオン〉獲得第2屆白泉社雅典娜新人大賞第2席，1978年在《花與夢》9号刊登〈2年の春〉而出道。
1997年以《漫畫日本的古典》與其他21位漫畫家同獲第1屆日本新媒體動漫藝術節漫畫部門大賞。

## 本名
本名酒井美和子，婚後改姓北園。